# Dick Foran
Pour les articles homonymes, voir Foran.
Dick Foran (parfois crédité Nick Foran) est un acteur américain, né John Nicholas Foran à Flemington (New Jersey, États-Unis) le 18 juin 1910, mort à Los Angeles — Quartier de Panorama City — (Californie, États-Unis) le 10 août 1979.

## Biographie
Au cinéma, Dick Foran participe à quatre-vingt neuf films américains (dont des westerns), notamment pour Warner Bros. et Universal Pictures, de 1934 à 1967. Un de ses rôles les plus connus est celui du Sergent Quincannon, dans Le Massacre de Fort Apache (1948) de John Ford, aux côtés de John Wayne (à noter qu'il retrouvera les deux hommes en 1963, avec un petit rôle dans La Taverne de l'Irlandais). Parmi ses autres partenaires au cinéma, citons Humphrey Bogart, James Cagney, Bette Davis, Irene Dunne et Errol Flynn.
À la télévision, entre 1950 et 1969, il collabore à deux téléfilms (en 1956 et 1966) et à soixante-quatre séries (notamment plusieurs séries-westerns).
Au théâtre, pour son unique apparition à Broadway (New York), Dick Foran joue dans la comédie musicale A Connecticut Yankee (en), en 1943-1944, avec Vera-Ellen.
Pour sa contribution à la télévision, une étoile lui est dédiée sur le Walk of Fame d'Hollywood Boulevard.

## Filmographie partielle

### Au cinéma
- 1934 : Stand Up and Cheer de Hamilton MacFadden
- 1934 : Student Tour de Charles Reisner
- 1934 : Premier Amour (Change of heart) de John G. Blystone
- 1934 : Gentlemen Are Born de Alfred E. Green
- 1935 : It's a Small World d'Irving Cummings
- 1935 : One More Spring de Henry King
- 1935 : Un amoureux aux enchères (The Lottery Lover) de Wilhelm Thiele
- 1935 : L'Intruse (Dangerous) d'Alfred E. Green
- 1935 : La Jolie Batelière (The Farmer takes a Wife) de Victor Fleming
- 1935 : Moonlight on the Prairie de D. Ross Lederman
- 1935 : Amis pour toujours (Shipmates Forever) de Frank Borzage
- 1935 : Accent on Youth (en) de  Wesley Ruggles
- 1935 : Ladies Love Danger (en) de H. Bruce Humberstone
- 1935 : Moonlight on the Prairie de D. Ross Lederman
- 1936 : La Forêt pétrifiée (The Petrified Forest) d'Archie Mayo
- 1936 : Song of the Saddle de Louis King
- 1936 : Treachery Rides the Range de Frank McDonald
- 1936 : La Flèche d'or (The Golden Arrow) d'Alfred E. Green
- 1936 : The Big Noise de Frank McDonald
- 1936 : La Femme de l'ennemi public (Public Enemy's Wife) de Nick Grinde
- 1936 : Earthworm Tractors de Ray Enright
- 1936 : Guns of the Pecos (en) de Noel M. Smith
- 1936 : Sur la piste de l'Ouest (en) (Trailin' West) de Noel M. Smith
- 1936 : California Mail (en) de Noel M. Smith
- 1937 : Un homme a disparu (The Perfect Specimen) de Michael Curtiz
- 1937 : Crime au Far West (Empty Holsters) de B. Reeves Eason
- 1937 : La Légion noire (Black Legion) d'Archie Mayo et Michael Curtiz
- 1937 : Land Beyond the Law (en) de B. Reeves Eason
- 1937 : Les conquérants de l'Ouest (en) (The Cherokee Strip) de Noel M. Smith
- 1937 : Voleurs d'or (en) (Blazing Sixes) de Noel M. Smith
- 1937 : The Devil's Saddle Legion de Bobby Connolly
- 1937 : Prairie Thunder de B. Reeves Eason
- 1937 : She Loved a Fireman de John Farrow
- 1938 : Over the Wall de Frank McDonald
- 1938 : Love, Honor and Behave de Stanley Logan
- 1938 : Troubles au Canada (Heart of the North) de Lewis Seiler
- 1938 : Le Vantard (Boy meets Girl) de Lloyd Bacon
- 1938 : Nuits de bal (The Sisters) d'Anatole Litvak
- 1938 : Joyeux Compères (Cowboy from Brooklyn) de Lloyd Bacon

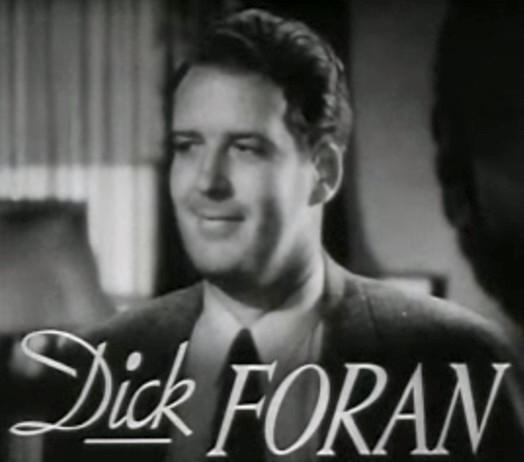
Dans Rêves de jeunesse (1938)

- 1938 : Rêves de jeunesse (Four Daughters) de Michael Curtiz
- 1938 : Secrets of a Nurse de Arthur Lubin
- 1939 : Inside Information de Charles Lamont
- 1939 : Filles courageuses (Daughters Courageous) de Michael Curtiz
- 1939 : I Stole a Million de Frank Tuttle
- 1939 : Hero for a Day d'Harold Young
- 1939 : Privete Detective de Noel M. Smith
- 1939 : Quatre Jeunes Femmes (Four Wives) de Michael Curtiz
- 1940 : La Main de la momie (The Mummy's Hand) de Christy Cabanne
- 1940 : Le Mystère de Santa Marta (Rangers of Fortune) de Sam Wood
- 1940 : Mon petit poussin chéri (My Little Chickadee) d'Edward F. Cline
- 1940 : Le Régiment des bagarreurs (The Fighting 69th) de William Keighley
- 1940 : La Maison aux sept pignons (The House of the Seven Gables) de Joe May
- 1941 : Femmes adorables (Four Mothers) de William Keighley
- 1941 : Les Justiciers du désert (Riders of Death Valley) de Ford Beebe et Ray Taylor
- 1941 : Deux Nigauds marins (In The Navy) d'Arthur Lubin
- 1941 : Deux Nigauds aviateurs (Keep 'Em Flying) d'Arthur Lubin
- 1941 : L'Île de l'épouvante (Horror Island) de George Waggner
- 1941 : Histoire inachevée (Unfinished business) de Gregory La Cava
- 1942 : La Tombe de la Momie (The Mummy's Tomb) d'Harold Young
- 1942 : Private Buckaroo d'Edward F. Cline
- 1942 : Deux Nigauds cow-boys (Ride 'Em Cowboy) d'Arthur Lubin
- 1943 : He's my Guy d'Edward F. Cline
- 1945 : Désir de femme (Guest Wife) de Sam Wood
- 1947 : Easy come, Easy go de John Farrow
- 1948 : Le Massacre de Fort Apache (Fort Apache) de John Ford
- 1949 : El Paso, ville sans loi (El Paso) de Lewis R. Foster
- 1951 : Al Jennings of Oklahoma (it) de Ray Nazarro
- 1955 : Le Trésor des collines rouges (Treasure of Ruby Hills) de Frank McDonald
- 1956 : Please Murder Me de Peter Godfrey
- 1957 : Chicago Confidential de Sidney Salkow
- 1958 : La Cible parfaite (The Fearmakers) de Jacques Tourneur
- 1958 : Thundering Jets d'Helmut Dantine
- 1960 : The Big Night de Sidney Salkow
- 1960 : Studs Lonigan d'Irving Lerner
- 1963 : La Taverne de l'Irlandais (Donovan's Reef) de John Ford
- 1964 : Cinq Mille Dollars mort ou vif (Taggart) de R. G. Springsteen
- 1967 : Brighty of the Grand Canyon (en) de Norman Foster

### À la télévision (séries)
- 1958 : Maverick
  - Saison 1, épisode 15 The Third Rider de Franklin Adreon
- 1959-1960 : Le Monde merveilleux de Disney (The Wonderful World of Disney ou Disneyland)
  - Saison 6, épisode 4 The Swamp Fox : The Birth of the Swamp Fox (1959), épisode 5 The Swamp Fox : Brother against Brother (1959) et épisode 13 The Swamp Fox : Tory Vengeance (1960) de Louis King
- 1959-1960 : Au nom de la loi (Wanted : Dead or Alive)
  - Saison 1, épisode 20 Les Éperons (The Spurs, 1959) de Don McDougall : Sheriff Wilkes
  - Saison 3, épisode 12 Le Choix (The Choice, 1960)
- 1959-1961 : Première série Perry Mason
  - Saison 2, épisode 22 The Case of the Bedeviled Doctor (1959)
  - Saison 3, épisode 3 The Case of the Garrulous Gambler (1959) de Walter Grauman
  - Saison 5, épisode 13 The Case of the Renegade Refugee (1961) de Bernard L. Kowalski
- 1960 : Première série Les Incorruptibles (The Untouchables)
  - Saison 1, épisode 28 L'Histoire de Frank Nitti (The Frank Nitti Story) d'Howard W. Koch
- 1960-1962 : Laramie
  - Saison 2, épisode 13 A Sound of Bells (1960) de Joseph Kane et épisode 27 Bitter Glory (1961)
  - Saison 3, épisode 11 The Killer Legend (1961)
  - Saison 4, épisode 8 Double Eagles (1962) de Joseph Kane
- 1961 : Le Jeune Docteur Kildare (Dr Kildare)
  - Saison 1, épisode 12 Hit and Run
- 1961-1964 : Lassie
  - Saison 8, épisode 9 Lassie adopts the Fire Chief (1961) et épisode 19 The Partnership (1962)
  - Saison 9, épisode 10 Howling Hero (1962) et épisode 17 Lassie's Fish Story (1963)
  - Saison 10, épisode 6 Three Alarm (1963) de William Beaudine, épisode 12 Lassie's Gift of Love, Part II (1963) et épisode 14 Horse Thief (1964) de William Beaudine
- 1962-1965 : Les Aventuriers du Far West (Death Valley Days)
  - Saison 10, épisode 21 The Breaking Point (1962)
  - Saison 11, épisode 14 Pioneer Doctor (1963)
  - Saison 12, épisode 7 The Holy Terror (1963) ; Saison 13, épisode 15 Kate Melville and the Law (1965)
- 1963 : Gunsmoke ou Police des plaines (Gunsmoke ou Marshal Dillon)
  - Saison 8, épisode 29 With a Smile d'Andrew V. McLaglen
- 1964-1968 : Le Virginien (The Virginian)
  - Saison 2, épisode 30 A Man called Kane (1964) de William Witney
  - Saison 5, épisode 18 Requiem for a Country Doctor (1967) de Don McDougall
  - Saison 6, épisode 1 Reckoning (1967) d'Abner Biberman
  - Saison 7, épisode 13 Big Tiny (1968)
- 1965 : Rawhide
  - Saison 8, épisode 12 The Testing Post
- 1966-1969 : Daniel Boone
  - Saison 3, épisode 1 Dan'l Boone shot a B'ar (1966) d'Alex Nicol
  - Saison 5, épisode 22 The Allies (1969) de George Marshall
- 1968 : Bonanza
  - Saison 10, épisode 13 Mark of Guilt

## Théâtre (à Broadway)
- 1943-1944 : A Connecticut Yankee, comédie musicale, musique de Richard Rodgers, lyrics de Lorenz Hart, livret d'Herbert Fields, d'après le roman A Connecticut Yankee in King Arthur's Court de Mark Twain, avec Vera-Ellen